# Elio Alevi Pérez Tapia
Elio Alevi Pérez Tapia SDB (ur. 13 lutego 1946 w Querocoto, zm. 5 grudnia 2006 w Limie) – peruwiański duchowny katolicki, prałat terytorialny Juli w latach 2001–2005.

## Życiorys
Wstąpił do seminarium księży salezjanów w Magdalene del Mar i w tymże zgromadzeniu złożył śluby wieczyste 5 stycznia 1971.
Święcenia kapłańskie przyjął 6 czerwca 1975. Był m.in. dyrektorem studiów w seminarium w Magdalena del Mar (1977–1978), mistrzem nowicjatu w Chosica 
(1986–1990) oraz wikariuszem prowincjalnym (1995–1999 i 2000–2001).

### Episkopat
19 kwietnia 2001 został mianowany przez papieża Jana Pawła II prałatem terytorialnym Juli. Sakry biskupiej udzielił mu 10 czerwca tegoż roku bp Luis Bambarén.
Z racji złego stanu zdrowia w 2005 złożył rezygnację z urzędu, którą przyjął 25 czerwca Benedykt XVI. Zmarł w Limie rok później, 5 grudnia 2006. Został pochowany w katedrze w Juli.